# Phyteuma sieberi
Phyteuma sieberi är en klockväxtart som beskrevs av Spreng.. Phyteuma sieberi ingår i släktet rapunkler, och familjen klockväxter. Inga underarter finns listade i Catalogue of Life.

## Bildgalleri

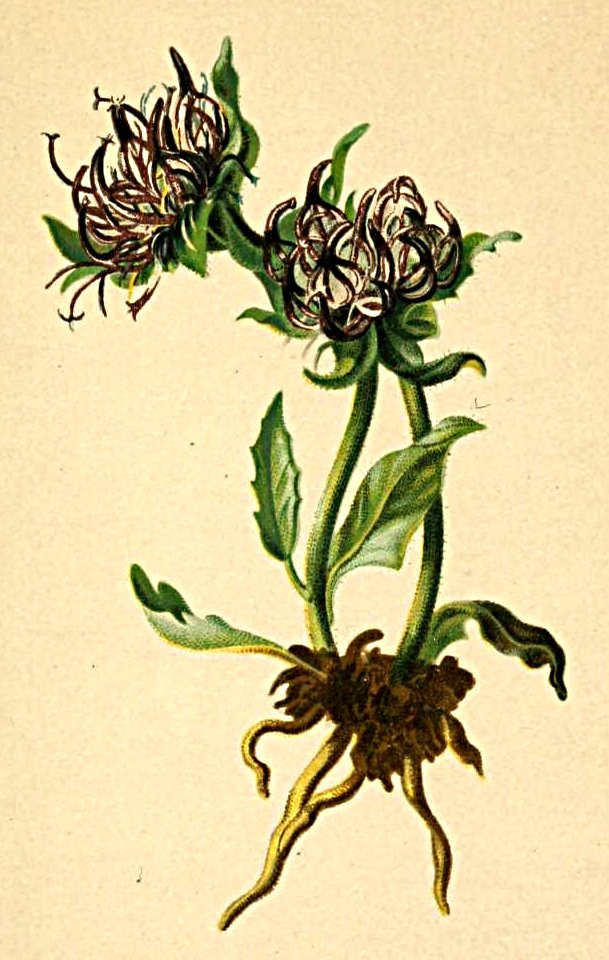